# Agnes Smedley
Agnes Smedley, född 23 februari 1892 i Osgood, Missouri, död 6 maj 1950 i London, var en amerikansk journalist, författare  och aktivist.
Smedley, som var uppväxt i en fattig arbetarfamilj, började skriva för att ge en röst åt de som sällan kommer till tals och hon inriktade sig på att hjälpa de förtryckta. Hon engagerade sig i Margaret Sangers födelsekontrollrörelse och 1917 även i den indiska nationaliströrelsen i New York. Hon fängslades för sin verksamhet och flyttade 1920 till Tyskland, där hon snart kom att stå i centrum för den indiska nationaliströrelsen i Berlin. Hennes kontakter med denna mansdominerade rörelse resulterade i ett nervöst sammanbrott, från vilket hon återhämtade sig genom att skriva den delvis självbiografiska boken Daughter of Earth (1928). Hennes politiska och personliga liv var alltid sammanvävda, men hon blev aldrig emotionellt beroende av en man. År 1929 reste hon som journalist till Kina, där hon kom att känna stark sympati för de förtryckta, särskilt kvinnorna, och blev involverad i deras kamp. Hon skrev flera böcker om Kina, däribland Red Army Marches (1934), China Fights Back: An American Woman  with the Eight Route Army (1938) och Battle Hymn of China (1943). Hennes böcker föll i onåd under McCarthyismens tid och hon var nästan bortglömd, då Feminist Press 1973 återutgav Daughter of Earth.